# Couder-Teleskop

Schematische Darstellung des Strahlengangs eines „Couder-“ oder „Schwarzschild-Teleskop“

Das Couder-Teleskop ist ein von André Couder 1926 entwickeltes und nach ihm benanntes Spiegelteleskop, dessen Bauform dem Schwarzschild-Teleskop ähnelt.
Das Teleskop besteht aus zwei asphärischen Hohlspiegeln und ist frei von den Abbildungsfehlern Koma, Astigmatismus und sphärischer Aberration. Es weist deshalb ein großes Bildfeld auf, das aber wie bei einer Schmidt-Kamera gewölbt ist. Ebenso befindet sich der Fokus im Inneren des Teleskops, es ist daher nur für fotografische Zwecke geeignet. Nachteilig ist der große erforderliche Abstand der Spiegel. Gegenüber dem Schwarzschild-Teleskop weist das Couder-Teleskop aufgrund der Beseitigung des Astigmatismus ein größeres Bildfeld auf, ist aber weniger kompakt. 
Couder fertigte ein Spiegelpaar für ein Teleskop mit 0,8 m Apertur, welches aber nicht realisiert wurde. 